# Гусейнли, Али Магомед оглы
Али Магомед оглы Гусейнов (азерб. Əli Məhəmməd oğlu Hüseynli, род. 8 октября 1968, Баку) — азербайджанский политический деятель. Депутат Милли меджлиса Азербайджана II, III, IV, V, VI, VII созывов (с 2000 года).

## Биография
Родился 8 октября 1968 года. Окончил юридический факультет Бакинского государственного университета. Кандидат юридических наук.
В 1991—1995 годах являлся секретарём судебного заседания, консультантом, а также помощником председателя  Верховного суда Азербайджана.
Член координационного совета азербайджанцев мира.

### Политическая деятельность
В 1995 году назначен на должность специалиста в Исполнительном аппарате Президента Азербайджана.
Помощник председателя Милли меджлиса Азербайджана (1996—2000).
Депутат Милли меджлиса II, III, IV, V, VI созывов.
10 марта 2020 года на первом пленарном заседании Милли меджлиса Азербайджана VI созыва избран первым заместителем председателя Национального собрания Азербайджана.
Член межпарламентских рабочих групп Азербайджан — Эстония, Азербайджан — Алжир, Азербайджан — Украина, Азербайджан — Япония. Руководитель межпарламентской рабочей группы Азербайджан — Венгрия.
Председатель комитета Милли меджлиса по правовой политике и государственному строительству (c 20 июня 2003 года).
Член делегации Азербайджана в Парламентской ассамблее Совета Европы.
Заместитель председателя комиссии по правовым вопросам Межпарламентской ассамблеи СНГ.
Первый заместитель председателя Национального собрания Азербайджана (с 10 марта 2020 года до окончания созыва).
В 2024 году на парламентских выборах в Азербайджане, которые состоялись 1 сентября, одержал победу в Евлах-Мингечевирском избирательном округе №53. Официально стал депутатом Милли Меджлиса Азербайджана седьмого созыва, первое заседание которого состоялось 23 сентября 2024 года.
Член партии «Новый Азербайджан».

## Награды
- Командор ордена Заслуг (15 марта 2025 года, Венгрия)[8].
- Почётная грамота Национального собрания Республики Беларусь (15 апреля 2013 года) — за значительный личный вклад в укрепление межгосударственных и межпарламентских связей Республики Беларусь и Азербайджанской Республики[9].
- Орден «Содружество» (30 мая 2007 года, Межпарламентская ассамблея СНГ) — за активное участие в деятельности Межпарламентской Ассамблеи и её органов, вклад в укрепление дружбы между народами государств — участников Содружества[10].
- Медаль «За укрепление парламентского сотрудничества» (24 ноября 2016 года, Межпарламентская ассамблея СНГ) — за особый вклад в развитие парламентаризма, укрепление демократии, обеспечение прав и свобод граждан в государствах — участниках Содружества Независимых Государств[11][12].
- Медаль «МПА СНГ. 25 лет» (27 марта 2017 года, Межпарламентская ассамблея СНГ) — за заслуги в деле развития и укрепления парламентаризма, за вклад в развитие и совершенствование правовых основ функционирования Содружества Независимых Государств, укрепление международных связей и межпарламентского сотрудничества[13].